# Augustine Kasujja
Augustine Kasujja (né le 26 avril 1946) est un prélat ougandais de l'Église catholique qui travaille au service diplomatique du Saint-Siège. Il est nonce apostolique en Belgique (en) et Luxembourg (en) de 2016 à 2021.
Il est le premier Africain d'origine à porter le titre de nonce apostolique,,

## Biographie
Troisième d'une famille de 11 enfants, il naît de Katalina Nanseko et Yozefu Naluswa à Mitala Maria, district de Mpigi le 26 avril 1946.
Avant de rejoindre le petit séminaire de Kisubi entre 1960 et 1965, il étudie aux écoles primaires de Ssango et de Mitala Maria. Il étudie ensuite au grand séminaire de Katigondo (1966-1967) et à l'Université pontificale urbanienne de Rome (1967-1974). Il est ordonné prêtre de l'Archidiocèse de Kampala le 3 janvier 1973.

## Carrière diplomatique
Après avoir obtenu un doctorat en théologie, il est entré au service diplomatique du Saint-Siège en 1979. Il est notamment en poste en Argentine (en), en Haïti, au Bangladesh (en), au Portugal (en), au Pérou (en), à Trinité-et-Tobago (en), en Algérie, en Tunisie et à Maurice (en),.
Le pape Jean-Paul II le nomme archevêque titulaire de Césarée-en-Numidie (de) et nonce apostolique en Tunisie et en Algérie le 26 mai 1998. Il est le premier prélat de l'Afrique subsaharienne à porter le titre de nonce apostolique. Il reçoit sa consécration épiscopale le 22 août dans la cathédrale Sainte-Marie de Kampala des mains du cardinal Emmanuel Wamala avec comme co-consécrateurs Carlo Maria Viganò et Paul Lokiru Kalanda (en).
Le 22 avril 2004, le pape Jean-Paul le nomme nonce apostolique à Madagascar (en) et aux Seychelles (en) et délégué apostolique aux Comores (en). Le 9 juin 2004, à ces responsabilités s'ajoutent celles du nonce à Maurice (en)
Le 2 février 2010, Benoît XVI le nomme nonce apostolique au Nigeria (en). Le pape François, le 13 décembre 2013, ajoute à ses responsabilités le rôle d'observateur permanent auprès de la Communauté économique des États de l'Afrique de l'Ouest (CEDEAO)
Le 12 octobre 2016, le pape François le nomme nonce apostolique en Belgique (en) ajoutant le poste de nonce au Luxembourg (en) le 7 décembre. Il est le premier non-Européen à occuper le poste belge. Il présente ses lettres de créance au roi et au grand-duc le 2 février et le 2 mars,.
Le pape François accepte sa démission le 31 août 2021.

## Succession apostolique
Augustine Kasujja a ordonné les évêques suivants :
- Évêque Stephen Dami Mamza (de) (2011)
- Évêque Bulus Dauwa Yohanna (de) (2012)
- Évêque Jonas Benson Okoye (de) (2014)
- Évêque Wilfred Chikpa Anagbe (de), C.M.F. (2014)